# Peter Bonsack
Peter Bonsack (* 5. Oktober 1948 in Basel) ist ein Schweizer Politiker (EDU) und ehemaliger Grossrat im Kanton Bern.

## Berufliche Karriere
Peter Bonsack war ab 1986 Leiter des Bestattungswesen und ab 2000 Leiter der Stadtgärtnerei der Stadt Biel. Zudem war er Präsident der Interessengemeinschaft Friedhof- und Bestattungsämter der Schweiz.

## Politische Karriere
Peter Bonsack war 14 Jahre Vizepräsident der EDU im  Kanton Bern, 10 Jahre Vizepräsident der EDU Schweiz und 5 Jahre Präsident der EDU in der Stadt Biel/Bienne. Seit 2008 ist er Präsident der EDU im Kanton Bern. Zudem ist er Präsident der EDU Biel-Bienne/Seeland.
Vom 1. Juni 2011 bis zum 31. Mai 2014 war Bonsack Mitglied des Grossen Rats des Kantons Bern.
Vom 1. Januar 2013 bis zum 30. Juni 2018 war er Gemeinderat der Gemeinde Kallnach mit dem Ressort Schul- und Bildungswesen.
Vom 1. Mai 2024 bis 31. Dezember 2024 war Bonsack wieder im Gemeinderat von Kallnach tätig, da die vorherige Gemeinderätin, Anita Bula, aus privaten Gründen zurücktrat. Er verantwortete das Ressort Sicherheit / Soziales / Kultur.

## Privates
Peter Bonsack ist wohnhaft in Kallnach im Kanton Bern. Er ist verheiratet und Vater von acht erwachsenen Kindern.
Seit 1982 ist er Stiftungsratsmitglied des Missionshauses Alpenblick Hemberg. Zudem ist er Mitglied der Gideons International.